# Maserhallen

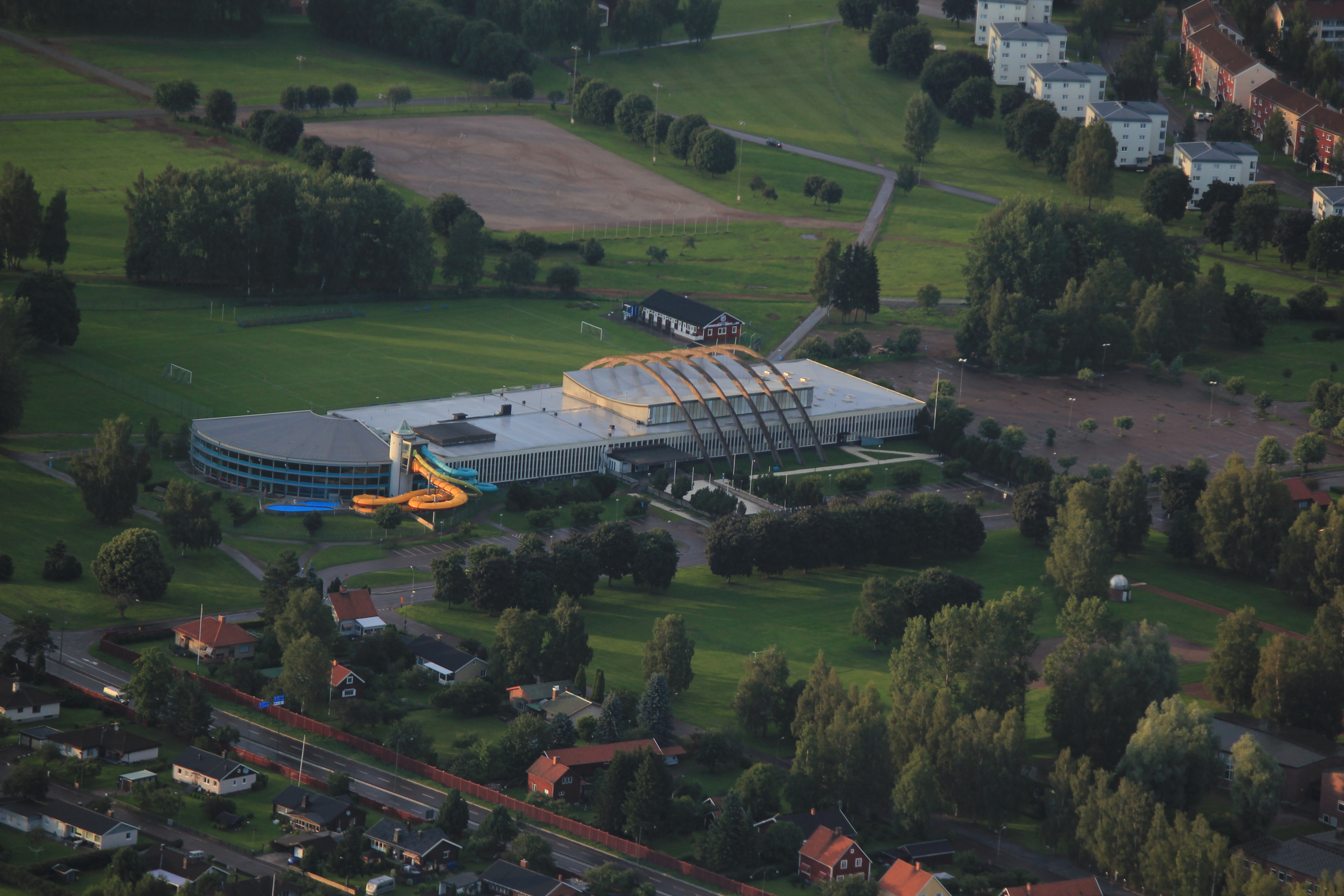
Maserhallen och Aqua Nova från luften.

Maserhallen är en idrottsanläggning för inomhusidrott i Borlänge som stod klar 1967. I Maserhallen finns det två inomhushallar, en bowlinghall, en 25 m simbassäng med hopptorn, ett äventyrsbad (Aqua Nova) med relaxavdelning och två gym. Dessutom finns det hallar för boxning, budo, spinning, styrketräning, gymnastik och aerobics.
A-Hallen har två läktare, en på vardera långsida och har en publikkapacitet på 1170 sittande och 580 stående människor.
Det ena av de två gymmen drivs av företaget Actic och det andra drivs av Borlänge Atletklubb.
I nära anslutning till Maserhallen ligger Maservallen med två stycken fotbollsplaner och lite längre bort ligger Sportfältet med sina 10 fotbollsplaner, en hockeyrink, en isbana och en rundisbana. Borlänge tennishall ligger inte heller långt bort. Maserhallen ligger i Borlänges kluster av träningsanläggningar.
Maserhallen har även gett namn åt en återkommande tävling som avgörs i Borlänge, dvs Maserloppet. Loppet skapades för att fira Kvarnsvedens GoIF:s 60-årsjubileum och första året var start och målgång vid Maserhallen och loppet har efter det alltid kallats för Maserloppet även om loppet har avgjorts på andra platser i Borlänge sedan dess.

## Hemmalag
Följande lag spelar sina hemmamatcher i Maserhallen:
- Borlänge HK (handboll)
- IBF Borlänge (innebandy)
- CSKA Borlänge (innebandy)
- Spraxkya SK (innebandy)

## Evenemang
Hösten 2004 spelades en av grupperna i World Cup i handboll i Maserhallen. Lagen som spelade i Borlänge var Tyskland, Frankrike, Ungern och Island.

### Fotnoter
1. ↑  ”Maserhallen, Borlänge Kommun”. Borlänge Kommuns hemsida. Borlänge Kommun. Arkiverad från originalet den 19 december 2010. https://web.archive.org/web/20101219041137/http://www.borlange.se/templates/BlgPage____14734.aspx. Läst 15 december 2011.